# Янгаулово
Янгау́лово (баш. МФА: Яңауыло файле) — село в Шаранском районе Республики Башкортостан Российской Федерации. Входит в состав Акбарисовского сельсовета. Известно с 1786 года как деревня Новая (позднее — как Ново-Янгаулово), примерно в 1940-х годах получила статус села. В 1920—30-х годах его население превышало 700 человек, по переписи 2021 года оно составляет 151 человек.

## География

### Географическое положение
Село расположено вдоль реки Шалтык, в основном по левому берегу. Расстояние до:
- районного центра (Шаран): 20 км,
- центра сельсовета (Акбарисово): 5 км,
- ближайшей ж/д станции (Туймазы): 50 км.

### Климат
По комплексу природных условий село, как и весь район, относится к лесостепной зоне и характеризуется умеренно континентальным климатом со всеми его особенностями: неустойчивость и резкие перемены температуры, неравномерное выпадение осадков по годам и временам года. В селе довольно суровая и снежная зима с незначительными оттепелями, поздняя прохладная и сравнительно сухая весна, короткое жаркое лето и влажная прохладная осень.
| Показатель                                                  | Янв. | Фев. | Март | Апр. | Май | Июнь | Июль | Авг. | Сен. | Окт. | Нояб. | Дек. |
| ----------------------------------------------------------- | ---- | ---- | ---- | ---- | --- | ---- | ---- | ---- | ---- | ---- | ----- | ---- |
| Средний суточный максимум, °C                               | −9   | −7   | 0    | 11   | 19  | 23   | 25   | 23   | 16   | 8    | −1    | −7   |
| Средний суточный минимум, °C                                | −16  | −15  | −9   | 1    | 7   | 11   | 14   | 12   | 7    | 1    | −6    | −13  |
| Норма осадков, мм                                           | 30   | 28   | 33   | 37   | 49  | 65   | 50   | 46   | 49   | 52   | 40    | 38   |
| Источник: Климат Янгаулово. Дата обращения: 31 января 2025. |      |      |      |      |     |      |      |      |      |      |       |      |

## История
Село основано ясачными марийцами как деревня между IV и V ревизиями по договору о припуске на вотчинных землях башкир Кыр-Еланской волости Белебеевского уезда Оренбургской губернии, известно с 1786 года под названием Новая.
По VIII ревизии 1834 года — деревня Новая 4-го тептярского стана Белебеевского уезда. Тептяри владели землёй совместно с башкирами-вотчинниками «по допуску башкир-вотчинников по полюбовной сказке».
В конце 1865 года — деревня Ново-Черемисская 3-го стана Белебеевского уезда Уфимской губернии при речке Шалтыке. Жители занимались сельским хозяйством, имелись две водяные мельницы.
В 1895 году — деревня Ново-Янгаулова (Янаул) Кичкиняшевской волости V стана Белебеевского уезда. Имелась казённая винная лавка. По описанию, данному в «Оценочно-статистических материалах», деревня находилась по ровному, частью отлогому месту, при реке Шалтык, пригодной для мельниц, и нескольких небольших речках. Надел находился в одном месте, селение — на западе надела. В последнее время пашня увеличилась за счёт леса. Поля были возле селения, по склонам в разные стороны. Почва — в основном чернозём, около трети — чернозём с примесью глины. В полях было около пяти оврагов; лес был предназначен на расчистку. Жители возили хлеб из Шарана в Дюртюли, получая по 1 рублю 20 копеек с воза в 21 пуд. В 1905 году показаны бакалейная лавка, мельница и винная лавка.
По данным подворной переписи, проведённой в уезде в 1912—13 годах, деревня Ново-Янгаулова входила в состав Ново-Янгауловского сельского общества Кичкиняшевской волости. 13 хозяйств из 116 не имели надельной либо купчей земли. Количество надельной земли составляло 1530 казённых десятин (из неё 453,36 десятины сдано в аренду 48 хозяйствами), в том числе 31 десятина усадебной земли, 824 десятины пашни и залежи, 390 — сенокоса, 255 — леса и 30 — неудобной земли. Также 1 хозяйство купило товариществом 3,78 десятины земли, а 265,40 десятин земли было арендовано единолично у крестьян 36 хозяйствами. Посевная площадь составляла 376,01 десятины, из неё 206,12 десятины занимала рожь, 87,71 — овёс, 30,99 — горох, 26,36 — греча, 23,21 — просо и 1,62 — пшеница. Из скота имелась 217 лошадей, 217 голов крупного рогатого скота, 606 овец и 187 коз, также 10 хозяйств держали 94 улья пчёл. 10 человек занимались промыслами.
В начале XX века состоятельный житель деревни Илья Кольцов, владевший 300 га земли, нанимал на постоянную работу крестьян деревни, постоил поташный завод, имел многочисленные хозпостройки. Он же в 1921—1922 годах построил школу, где учились дети также из соседних деревень. В 1923 году произошло укрупнение волостей, и деревня вошла в состав Шаранской волости Белебеевского кантона Башкирской АССР.
В 1930 году в республике было упразднено кантонное деление, образованы районы. Деревня вошла в состав Туймазинского района, а в 1935 году — в состав вновь образованного Шаранского района. В то время деревня входила в состав колхоза «Сигнал». В 1939 году — деревня Янгаулово Акбарисовского сельсовета Шаранского района.
С начала 1950-х годов Янгаулово отмечается как село. В 1960 году село вошло в состав совхоза «Мичуринский», из которого в 1972 году выделился совхоз «Акбарисовский».
В начале 1963 года в результате реформы административно-территориального деления село было включено в состав Туймазинского сельского района, с марта 1964 года — в составе Бакалинского, с 30 декабря 1966 года — вновь в Шаранском районе.
В 1999 году село по-прежнему входило в состав совхоза «Акбарисовский».
По состоянию на 2015 год в личных подсобных хозяйствах деревни имелось 143 головы крупного рогатого скота (в том числе 55 коров), 286 овец и коз, 33 свиньи и 1529 голов птицы.

## Население
В 2015 году население села по данным регистрации составляло 255 человек в 71 семье, из них 30 детей до 7 лет, 40 детей от 7 до 16 лет, 86 мужчин и 65 женщин трудоспособного возраста и 14 мужчин и 20 женщин старше трудоспособного возраста.
| Год  | Методика              | Жителей | Мужчин | Женщин | Дворов | Преобладающие национальности/сословия                                                                                               | Источники            |
| ---- | --------------------- | ------- | ------ | ------ | ------ | --- | -------------------- |
| 1795 | V ревизия             | 119     | 78     | 41     | 25     | н/д | [ 28 ] [ 15 ] [ 8 ]  |
| 1834 | VIII ревизия          | 246     | 137    | 109    | 35     | тептяри | [ 28 ] [ 15 ] [ 9 ]  |
| 1859 | X ревизия             | 341     | 167    | 174    | 59     | припущенники | [ 28 ] [ 15 ] [ 29 ] |
| 1865 | текущий учёт          | 344     | 178    | 166    | 64     | все черемисы | [ 10 ]               |
| 1895 | текущий учёт          | 439     | 225    | 214    | 84     | н/д | [ 11 ]               |
| 1902 | сведения земства      | н/д     | 268    | н/д    | 99     | припущенники военного звания | [ 30 ]               |
| 1905 | текущий учёт          | 591     | 300    | 291    | 99     | н/д | [ 13 ]               |
| 1912 | подворная перепись    | 631     | 331    | 300    | 116    | припущенники из черемисов | [ 14 ]               |
| 1917 | с/х перепись          | 680     | н/д    | н/д    | 137    | 580 мари в 117 хозяйствах, 53 русских в 11 хозяйствах, 25 чувашей в 4 хозяйствах, 19 татар в 4 хозяйствах и 3 тептяря в 1 хозяйстве | [ 31 ]               |
| 1920 | перепись              | 661     | 306    | 355    | 123    | н/д | [ 32 ]               |
| 1920 | перепись              | 688     | н/д    | н/д    | 126    | 600 марийцев в 109 дворах, 81 русский в 15 дворах и 7 чувашей в 2 дворах                                                            | [ 33 ]               |
| 1925 | подготовка к переписи | н/д     | н/д    | н/д    | 122    | н/д | [ 32 ]               |
| 1939 | перепись              | 721     | 345    | 376    | н/д    | н/д | [ 21 ]               |
| 1959 | перепись              | 567     | 223    | 344    | н/д    | марийцы | [ 34 ] [ 35 ]        |
| 1970 | перепись              | 512     | 203    | 309    | н/д    | марийцы | [ 36 ] [ 37 ]        |
| 1979 | перепись              | 413     | 193    | 220    | н/д    | марийцы | [ 38 ] [ 39 ]        |
| 1989 | перепись              | 243     | 113    | 130    | н/д    | марийцы | [ 40 ] [ 41 ] [ 25 ] |
| 2002 | перепись              | 264     | 137    | 127    | н/д    | марийцы (87 %) | [ 41 ] [ 42 ]        |
| 2010 | перепись              | 204     | 108    | 96     | н/д    | н/д | [ 43 ]               |
| 2021 | перепись              | 151     | н/д    | н/д    | н/д    | 85 марийцев, 57 башкир, 7 русских, 1 татарин и 1 чуваш                                                                              | [ 44 ]               |

## Инфраструктура
Село электрифицировано и газифицировано, водопровод и централизованная канализация отсутствуют. Действует склад сельхозпродукции. В селе две улицы — Центральная и Озёрная, протяжённость улично-дорожной сети составляет 2,923 км. По состоянию на 2015 год общая площадь деревянных жилых домов составила 3544,8 м², а каменных — 173,2 м².
Из объектов культурно-бытового обслуживания действуют начальная школа, построенная в 2009 году, на 30 учащихся по проекту (на 2015 год — 7 учеников), фельдшерско-акушерский пункт в здании школы, сельский клуб на 100 мест и два небольших частных магазина товаров повседневного спроса. До 2009 года действовала основная школа. К югу от села находится кладбище площадью 2,05 га и заполненностью 75 %, а к северу — кладбище площадью 0,77 га и заполненностью 75 %. Село обслуживает Шаранская центральная районная больница, почтовое отделение находится в центре сельсовета, селе Акбарисово.

### Комментарии
1. ↑  По официальным данным переписи.
2. ↑  По данным современного подсчёта по сохранившимся подворным карточкам.
3. ↑  148 жителей деревни использовали русский язык, 140 — марийский язык, 5 — татарский